# Cmentarz Butovicki
Cmentarz Butovicki (cz. Butovický hřbitov) – cmentarz położony w stolicy Czech w dzielnicy Praga 5 (Jinonice) przy ulicy Vavřineckiej 1.

## Historia
Cmentarz powstał przy mającym swe początki pod koniec XI wieku kościele św. Wawrzyńca. W 1892 świątynia została rozbudowana, a obok niej powstało nowe ossuarium. W oryginalnym stanie zachowała się drewniana dzwonnica kryta dachem gontowym, która znajduje się przy wejściu na cmentarz. 
W kościele zachowały się dwa dawne nagrobki: jeden z czerwonego marmuru w formie płyty z 1619, miejsce pochówku rycerza Albrechta Otopachu Pfefferkorna, od 1610 właściciela Butovic i Jinonic. Drugim jest płyta nagrobna z 1680 na grobie Jana Kerssnera z córką. Ogółem znajdują się tu 34 grobowce, 727 grobów tradycyjnych oraz 185 grobów urnowych.